# Манджушримитра
Манджушримитра (5-6вв.) (IAST: Mañjuśrīmitra, тиб. ཇམ་དཔལ་བཤེས་གཉེན་, Вайли ‘Jam-dpal-bshes-gnyen) — индийский буддийский учёный-пандит университета Наланда, основной ученик Гараба Дордже, один из учителей традиции Дзогчен.

## Биография
Точное место рождения Манджушримитры неизвестно. Манджушримитра происходил из семьи брахмана Сукхапала и его жены Куханы в деревне к западу от Бодхгаи. Манджушримитра был резидентом в университете Наланда, где считался уважаемым учёным и практиком Йогачары.
Согласно легенде, когда Гарабу Дордже исполнилось семь лет, он победил в полемике всех учёных-пандитов страны, в которой он жил, после чего преподал им учения Дзогчен. Весть о Гарабе Дордже достигла Индии, где местные пандиты решили отправить самого учёного из них, Манджушримитру, чтобы победить в диспуте. По прибытии он обнаружил, что мальчик действительно является великим Учителем и, раскаявшись, сознался в своём намерении. Гараб Дордже простил Манджушримитру, дал ему наставления и попросил его написать текст, излагающий доводы Учения, с помощью которых он победил в диспуте. Текст был записан Манджушримитрой под названием «Созерцание Бодхичитты» (на английском языке издан в переводе К.Липмана под названием Primordial Experience).
Манджушримитра учился у Гараба Дордже в течение 75 лет. После передачи всех наставлений Гараб Дордже ушёл в нирвану на берегу реки Данатика. Манджушримитра в отчаянии воскликнул «Горе! Горе! Горе», и, по легенде, Гараб Дордже предстал перед своим учеником в радужном свете, произнеся «Три Слова, Бьющие в Точку», суть учения Дзогчен.
Три завета Гараба Дордже являются главным наставлением Дзогчен и в соответствии с ними Манджушримитра классифицировал учение по трём разделам: Семдэ, Лонгдэ, Мэннгагдэ. Главным учеником Манджушримитры был Шри Сингха, который осуществил дальнейшую классификацию текстов.